# Гай Хамилтън
Мервин Иън Гай Хамилтън (на английски: Mervyn Ian Guy Hamilton) е британски режисьор и сценарист.

## Биография
Роден е на 16 септември 1922 година в Париж в семейство на живеещи по това време в града англичани. По време на Втората световна война служи във флота, а след нейния край започва да работи в киното като асистент на режисьора Карол Рийд. От началото на 1950-те години режисира собствени филми, от които най-голяма популярност получават четири от филмите за Джеймс Бонд - „Голдфингър“ („Goldfinger“, 1964), „Диамантите са вечни“ („Diamonds Are Forever“, 1971), „Живей, а другите да умрат“ („Live and Let Die“, 1973) и „Мъжът със златния пистолет“ („The Man with the Golden Gun“, 1974).
Гай Хамилтън умира на 20 април 2016 година в Палма де Майорка.

## Избрана филмография
| година | филм                       | оригинално заглавие         |
| ------ | -------------------------- | --------------------------- |
| 1959   | Ученикът на дявола         | The Devil's Disciple        |
| 1964   | Голдфингър                 | Goldfinger                  |
| 1971   | Диамантите са вечни        | Diamonds Are Forever        |
| 1973   | Живей, а другите да умрат  | Live and Let Die            |
| 1974   | Мъжът със златния пистолет | The Man with the Golden Gun |